# Bahnhof Sarajevo
Der Bahnhof Sarajevo ist der Hauptbahnhof der bosnisch-herzegowinischen Hauptstadt Sarajevo und gehört zum Paneuropäischen Verkehrskorridor 5c. Der Bahnhof bildet mit fünf Bahnsteiggleisen einen wichtigen Verkehrsknoten innerhalb des Kantons Sarajevo. Weitere bedeutsame kantonale Stationen sind diejenigen im Norden (Hadžići und Pazarić) und der am südlichen Kantonrand befindliche Bahnhof in Podlugovi.

## Städtebauliche Einordnung

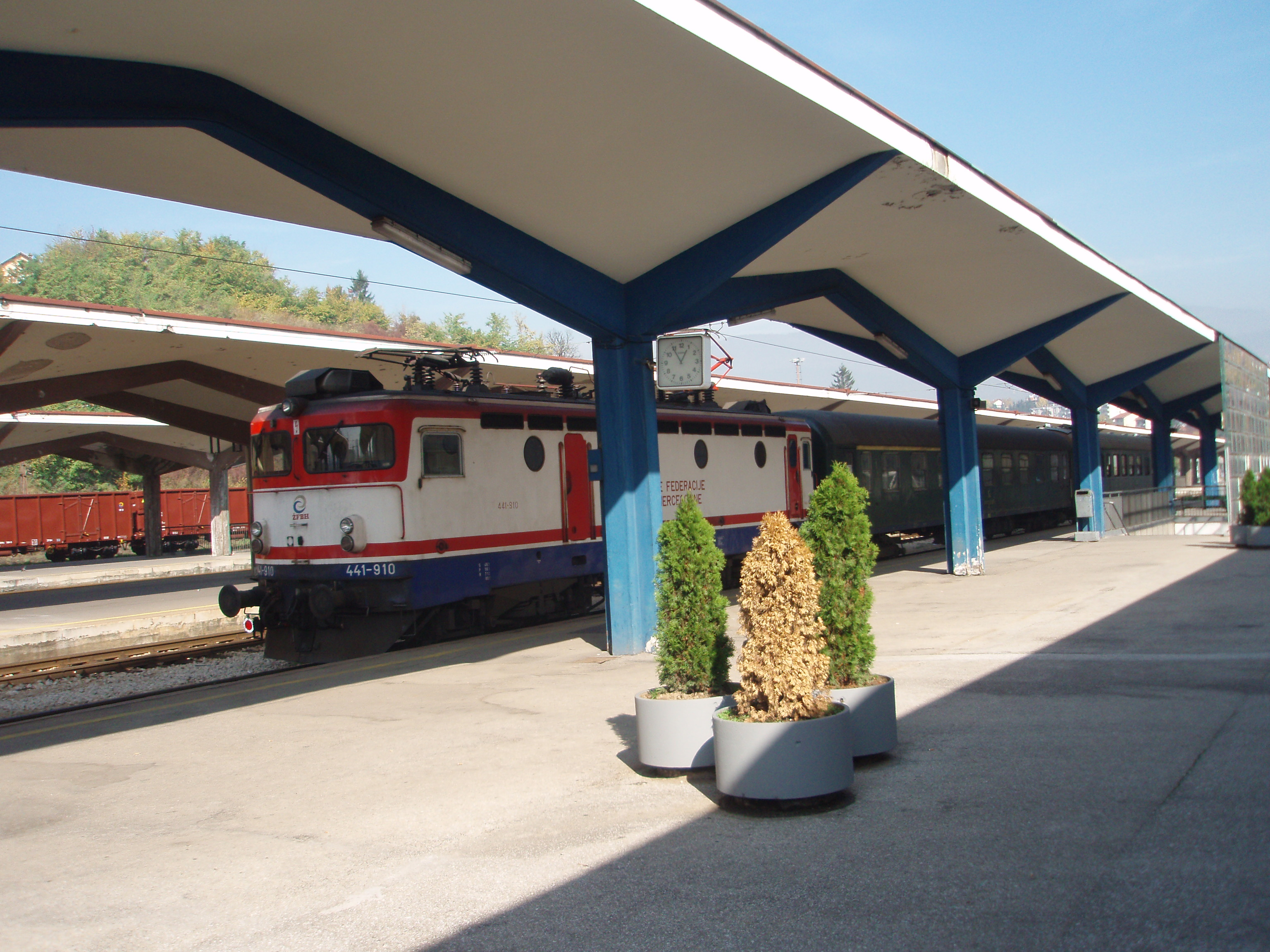
Bahnsteige und Gleisanlagen vom Hausbahnsteig aus gesehen, Blick Richtung Norden (Oktober 2010)

Der Sarajevoer Bahnhof befindet sich im westlich der Altstadt gelegenen Stadtteil Novo Sarajevo. Westlich des Empfangsgebäudes befindet sich auch der Busbahnhof. Südlich dessen verläuft die mehrspurige Straße Put života, die unweit des Bahnhofsplatzes von der Straße Halida Kajtaza gekreuzt wird. Von beiden Routen zweigt ein Weg ab, der nicht nur zu den Bahnhofsgebäuden, sondern auch direkt zu den Bus- und Straßenbahnsteigen führt. Diese Abzweigung bietet zudem eine leichte Erreichbarkeit der Besucher- und Taxiparkplätze, die nicht weit vom Bahnhofsplatz (Trg žrtava genocida u Srebrenici) entfernt liegen.
Darüber hinaus findet man auf dem Bahnhofsareal folgende Lokalitäten:
- Ćevapčići-Imbiss Zmaj 2
- Niederlassung der JP BH Pošta d.o.o. Sarajevo (Postamt)
- Niederlassung der Loki d.o.o. (Kfz-Versicherungsunternehmen)
- Büro der IPSA (politikwissenschaftliche Fachvereinigung)
- Café namens Coffee Time
- Niederlassung der Raiffeisenbank Austria d.d.

## Lage im Netz
Aus verkehrlicher Sicht stellt der Bahnhof Sarajevo einen Kopfbahnhof dar, da beide Strecken von Šamac und nach Ploče von Westen in den Bahnhof einmünden. Nordöstlich des Bahnhofs befindet sich lediglich noch ein Bahnbetriebswerk. Da dieses aber von allen Bahnsteiggleisen erreichbar ist, handelt es sich beim Bahnhof Sarajevo technisch um einen Durchgangsbahnhof.

## Strecken
Der Bahnhof Sarajevo ist Knotenpunkt der beiden bedeutendsten Eisenbahnstrecken Bosnien und Herzegowinas. Die Bahnstrecke Sarajevo–Ploče über Konjic, Mostar und Čapljina ist eine elektrifizierte, eingleisige Hauptverkehrsroute im nationalen Fernverkehr, die für 70 km/h (ŽFBH) bzw. 100 km/h (HŽ) ausgebaut ist und zum Paneuropäischen Verkehrskorridor 5c gehört. In Sarajevo geht der Fernverkehr für Personen auf die ebenfalls elektrifizierte und teils zweigleisige Bahnstrecke über Zenica nach Doboj über, die mit bis zu 70 km/h befahren werden kann. Auf diesen zwei Strecken Richtung Šamac bzw. Ploče verkehren neben Personen- auch Güterzüge. Hierbei wird der Abschnitt Sarajevo-Šamac von den ŽFBH und den ŽRS betrieben. Die Bahnstrecke Sarajevo–Ploče hingegen teilt sich die im Besitz der Föderation befindliche Aktiengesellschaft mit der kroatischen Staatsbahn.
Im Einzelnen treffen in Sarajevo folgende Kursbuchstrecken aufeinander:
- KBS 11: Sarajevo – Konjic – Mostar – Čapljina – Metković G – Opuzen G – Ploče G
- KBS 12: Sarajevo – Zenica – Zavidovići – Doboj – Modriča G – Šamac G

## Geschichte
Der Vorgänger des heutigen Bahnhofs Sarajevo verband ab Ende des 19. Jahrhunderts die jeweils schmalspurige Bosnabahn, die Narentabahn und die Bosnische Ostbahn miteinander. Nach dem Zweiten Weltkrieg wurde im Zusammenhang mit der Umrüstung bzw. dem teilweisen Neubau der Strecke von Šamac auf Normalspur ein neuer, normalspuriger Bahnhof wenige hundert Meter östlich des Schmalspurbahnhofs angelegt. Dieser trug zur Unterscheidung anfangs die Bezeichnung Bahnhof Novo Sarajevo. Seit Einstellung des Betriebs der letzten Schmalspurstrecke in den 1970er Jahren heißt der verbliebene, heutige Normalspurbahnhof nur noch Bahnhof Sarajevo.

### 1939–1945: Funktion des Bahnhofs im Zweiten Weltkrieg
Im September 1941 wurde die Deportation der als feindlich eingestuften Bevölkerung durch einen Beschluss der kroatischen Ustaša-Regierung auf nationaler Ebene legitimiert. Davon betroffen waren in erster Regel Juden, Serben, Kommunisten und Freimaurer. Sie alle wurden von Sarajevo in Viehwaggons nach Travnik in ein Umsiedlungslager deportiert und fielen mit hoher Wahrscheinlichkeit dem weiteren Terror des NDH-Staates zum Opfer.

### 1945–1953: Planung und Neubau des Empfangsgebäudes
Nachdem Sarajevo am 9. April 1945 von den Truppen der Jugoslawischen Volksbefreiungsarmee von der großdeutschen Belagerung befreit wurde, beschloss die Regierung unter Staatschef Tito einen Neubau als Ersatz für das im Zweiten Weltkrieg zerstörte Bahnhofsgebäude einzuleiten.
Wenige Monate später kam ein Architektengremium aus der Tschechoslowakei und der sowjetischen Besatzungszone in Deutschland zusammen. Die Projektleitung übernahm hierbei der tschechoslowakische Architekt Bedřich Hacar. Zusammen entwarfen sie eins der wenigen postmodernen Gebäude, die eben nicht dem vorgezogenen sozialistischen Realismus entsprachen.
Offiziell begann der Bau des zweiten Empfangsgebäudes im Juni 1947 und dauerte bis in das Jahr 1948 an. Unterbrochen wurden die Arbeiten durch den polito-ideologischen Bruch Titos mit Stalins. Das Sowjetisch-Jugoslawische Verhältnis kühlte so sehr ab, dass sich die Architekten gezwungen sahen, Jugoslawien zu verlassen. Trotz dieser Rückschläge zeichnete sich schon jetzt ab, dass das Empfangsgebäude das größte in Jugoslawien werden sollte.
1948 überließ die Regierung das Projekt endgültig dem Jugoslawischen Bauministerium, das bemüht war, geeignete Architekten anzuwerben. Als diese mit Jahiel Finci, Muhamed Kadić und Emanuel Šamanek gefunden waren, entschied man sich auch gleich die einheimischen Ingenieure Bogdan Stojkov und Lorenc Eichberger mit dem Bauvorhaben vertraut zu machen. Die Arbeiten wurden von deutschen Kriegsgefangenen und ehemaligen SS-Soldaten erledigt.
Im Frühling 1953 wurde das neue Bahnhofsgebäude feierlich eröffnet.

## Verkehrsangebot

### Eisenbahnverkehr
Im Interentitätenverkehr zwischen der Föderation Bosnien und Herzegowina und der Republika Srpska verkehren 2019 jeweils ein Zugpaar zwischen Sarajevo und Banja Luka sowie zwischen Sarajevo und Bihać (über Banja Luka). Diese Züge werden gemeinsam von den ŽFBIH und den ŽRS betrieben.
Darüber hinaus verkehren täglich mehrere Regionalzüge innerhalb der Föderation Bosnien und Herzegowina, z. B. nach Čapljina über Mostar, nach Zenica, Kakanj und Konjic.
Internationale Verbindungen bestehen nicht mehr. Bis in die 2010er Jahre wurden Verbindungen u. a. nach Zagreb und Ploče in Kroatien, nach Belgrad sowie nach Budapest angeboten.

### Stadtverkehr
Auf dem Bahnhofplatz (Trg žrtava genocida u Srebrenici) befindet sich eine Haltestelle, die von zwei der sechs Sarajevoer Straßenbahnlinien der KJKP „Gradski saobraćaj“ d.o.o. Sarajevo bedient wird. Zudem gibt es mehrere Buslinien und ein Oberleitungsbusnetz, das unweit vom Bahnhof verläuft.
Am Bahnhof Sarajevo verkehren die Straßenbahnlinien 1 und 4 (Stand 2019).